# Universidad Pace
La Universidad Pace es una universidad privada con campus principal en Nueva York y campus secundarios en el condado de Westchester. Fue fundada en 1906 por los hermanos Homer St. Clair Pace y Charles A. Pace como escuela de negocios. En Pace hay inscritos unos 13 000 estudiantes en programas de licenciatura, maestría y doctorado. Ofrece alrededor de 100 especializaciones en sus seis escuelas. La universidad también ofrece una Maestría en Bellas Artes en actuación a través de The Actors Studio Drama School y es el lugar donde se rueda el programa de televisión Inside the Actors Studio.
Sus principales escuelas son la Facultad de Profesiones de la Salud, la Facultad de Artes y Ciencias de Dyson, la Facultad de Derecho Elisabeth Haub, la Facultad de Negocios de Lubin, la Facultad de Educación y la Facultad de Ciencias de la Computación y Sistemas de Información de Seidenberg. La universidad tiene un centro de justicia para mujeres en Yonkers, una incubadora de empresas y está afiliada a la escuela pública Pace High School.
Pace originalmente operaba desde el New York Tribune Building en Nueva York, y se expandió como el Pace Institute, operando en varias ciudades importantes de Estados Unidos. En la década de 1920, la institución vendió instalaciones fuera de Nueva York, manteniendo su ubicación en el Lower Manhattan. Compró su primera casa permanente en 41 Park Row de Manhattan en 1951 y abrió su primer campus de Westchester en 1963. Pace abrió su edificio más grande, 1 Pace Plaza, en 1969. Cuatro años después, se convirtió en universidad.

## Historia

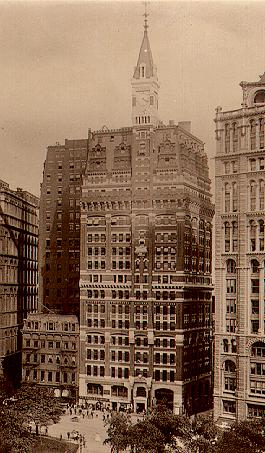
El New York Tribune Building, la primera sede de la escuela (actual One Pace Plaza). 41 Park Row está a la derecha.

En 1906, los hermanos Homer St. Clair Pace y Charles Ashford Pace fundaron la firma Pace & Pace para operar sus escuelas de contabilidad y negocios. Tomando un préstamo de 600 dólares, los hermanos Pace alquilaron un salón de clases en uno de los pisos del New York Tribune Building, hoy el sitio del complejo One Pace Plaza. The Paces impartió la primera clase de 13 hombres y mujeres. La escuela creció rápidamente y se mudó varias veces por el Lower Manhattan.
La escuela de los hermanos Pace pronto se incorporó como Pace Institute y se expandió a nivel nacional, ofreciendo cursos de contabilidad y derecho comercial en varias ciudades de Estados Unidos. Unos 4000 estudiantes estaban tomando los cursos de los hermanos Pace en YMCA en el área de Nueva York - Nueva Jersey. El curso estandarizado de contabilidad de Pace también se ofreció en Boston, Baltimore, Washington D. C., Búfalo, Cleveland, Detroit, Milwaukee, Grand Rapids, Kansas City, San Luis, Denver, San Francisco, Los Ángeles, Portland y Seattle. En la década de 1920, preocupados por el control de calidad en lugares distantes, los hermanos Pace se deshicieron de sus escuelas privadas fuera de Nueva York y posteriormente dedicaron su atención a la escuela original en el Lower Manhattan, para convertirse finalmente en uno de los campus de la Universidad Pace. Pace Institute en Washington D. C. se convirtió más tarde en la Universidad Benjamin Franklin (ahora parte de la Universidad George Washington). En 1927, la escuela se trasladó al edificio de transporte recién terminado en 225 Broadway, y permaneció allí hasta la década de 1950.
Después de que Charles murió en 1940 y Homer en 1942, el hijo de Homer, Robert S. Pace, se convirtió en el nuevo presidente de Pace. En 1947, la Junta de Regentes del Estado de Nueva York aprobó el estatus de universidad de Pace Institute. En 1951, la universidad compró su primer edificio del campus: 41 Park Row en el Lower Manhattan. El edificio, un hito designado por Nueva York, fue la sede de The New York Times a fines del siglo XIX. En 1963, el campus de Pleasantville se estableció utilizando terrenos y edificios donados por el entonces presidente de General Foods and Pace, exalumno y fideicomisario Wayne Marks y su esposa Helen.
En 1966, el vicepresidente de los Estados Unidos, Hubert Humphrey, y el alcalde de Nueva York, John Lindsay, iniciaron la construcción del One Pace Plaza en el Civic Center, con el entonces presidente de Pace, Edward J. Mortola. El antiguo New York Tribune Building en 154 Nassau Street, frente a 41 Park Row, fue demolido para dar paso al nuevo complejo de edificios.
La Junta de Regentes del Estado de Nueva York aprobó la petición de Pace College para obtener el estatus de universidad en 1973. Poco después, en 1975, el College of White Plains (anteriormente conocido como Good Counsel College) se consolidó con Pace y se convirtió en el campus de White Plains que en ese momento se utilizaba para albergar tanto cursos de pregrado como la nueva escuela de derecho de Pace creada ese mismo año. En septiembre de 1976, Pace comenzó a ofrecer cursos en Midtown Manhattan en el edificio Equitable Life Assurance Company (ahora AXA Equitable Life Insurance Company) en Avenue of the Americas, y se mudó una vez antes de mudarse a su ubicación actual en 1997. Briarcliff College fue adquirido en 1977 y se convirtió en el campus de Briarcliff. En 1982 se abrió un centro de posgrado en White Plains y en 1987 el Centro de posgrado se trasladó al recién construido complejo Westchester Financial Center en el distrito comercial del centro de White Plains.
En 1994, todos los programas de pregrado en White Plains se consolidaron en el campus de Pleasantville-Briarcliff, y el campus de White Plains en North Broadway se asignó a la facultad de derecho; resultando en los programas de pregrado de Westchester de la universidad en Pleasantville y sus programas de posgrado de Westchester en White Plains. Finalmente, en 1997, Pace compró el World Trade Institute en 1 World Trade Center de la Autoridad Portuaria de Nueva York y Nueva Jersey.
El 5 de marzo de 2006, los estudiantes, exalumnos, profesores y personal de Pace de todos los campus se reunieron en el campus de Pleasantville en una celebración de inicio del centenario en toda la universidad; había un tren Pace Centennial, proporcionado de forma gratuita por la Autoridad Metropolitana de Transporte (MTA), para llevar a los estudiantes, exalumnos, profesores y personal de Pace de Nueva York al campus de Pleasantville de Pace. El expresidente Bill Clinton recibió un doctorado honorario en letras humanitarias de Pace durante la ceremonia, que se llevó a cabo en el Centro de Salud, Fitness y Recreación de Goldstein. Tras la recepción del título honorífico, se dirigió a los estudiantes, profesores, exalumnos y personal de Pace, dando inicio oficialmente al Centenario de la universidad.
Desde su última visita para celebrar el Mes de la Historia Afroamericana en 1989, la Dra. Maya Angelou visitó nuevamente la comunidad de Pace el 4 de octubre de 2006 en celebración del Centenario de Pace. Dos días después, el 6 de octubre de 2006, (Día de los Fundadores de Pace) Pace University tocó la campana de apertura del mercado de valores NASDAQ en Midtown Manhattan para marcar el final de la celebración del centenario de 14 meses.

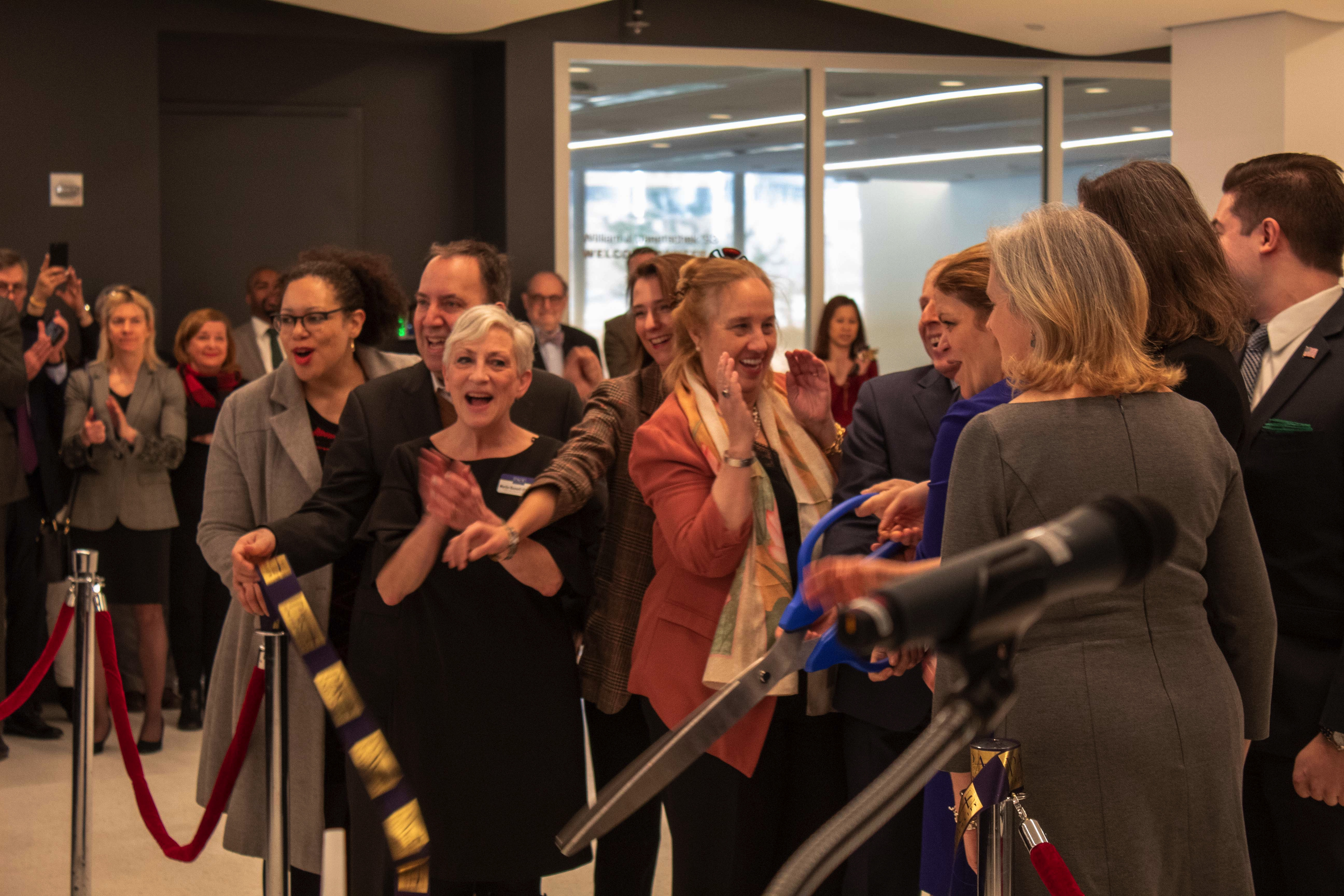
La ceremonia de inauguración de la cinta en One Pace Plaza con la administración de la universidad y funcionarios de Nueva York

El 15 de mayo de 2007, el presidente de Pace University, David A. Caputo, anunció su jubilación anticipada de la presidencia el 3 de junio de 2007. El Consejo de Administración de la Universidad de Pace nombró al decano de la Facultad de Derecho de Pace, Stephen J. Friedman, para el cargo de presidente interino. Friedman ha sido decano y profesor de derecho en Pace desde 2004. También se ha desempeñado como comisionado de la Comisión de Bolsa y Valores y como copresidente de Debevoise & Plimpton. Friedman se retiró como presidente de Pace University en julio de 2017. En 2015, en un esfuerzo por consolidar los campus de Westchester de Pace University en una sola ubicación, Pace University vendió el campus de Briarcliff.
El expresidente de Oberlin College, Marvin Krislov, fue nombrado presidente de la Universidad Pace en febrero de 2017.
En febrero de 2017, Pace University se embarcó en un proceso de renovación de 190 millones de dólares conocido como el 'Plan Maestro'. Fase 1, que incluyó los edificios One Pace Plaza y 41 Park Row. se completó con un evento de corte de cinta el 28 de enero de 2019. Fases futuras adicionales incluyen una expansión vertical de One Pace Plaza para crear 6200 m² del espacio académico, la reubicación de la Escuela de Negocios de Lubin, el traslado de las oficinas administrativas de 41 Park Row y la modernización de la fachada de One Pace Plaza.

## Situación académica

### Admisiones
La tasa de aceptación de admisión de pregrado de Pace University en 2019 fue del 75.9%, y los estudiantes admitidos tuvieron un GPA promedio de escuela secundaria de 3.4, un puntaje compuesto promedio de SAT de 1160 de 1600 (570 Matemáticas, 590 Lectura y Escritura) y un puntaje compuesto promedio de ACT de 25 de 36.

### Clasificaciones
La edición 2020 de US News & World Report clasificó a Pace en el puesto 202 entre las universidades de los Estados Unidos.
Pace University se ubicó empatada en el puesto 202 entre las universidades nacionales por US News & World Report en 2020, y empatada en el puesto 34 en la categoría de "Mejor desempeño en movilidad social". En 2015, Pace University ocupó el puesto número 19 en el estado de Nueva York según el salario promedio de los profesores.

## Campus
Los campus de Pace University están ubicados en Nueva York y el condado de Westchester. El servicio de transporte de la Universidad proporciona transporte entre los campus de Nueva York y Pleasantville. Además, Pace University tiene una escuela secundaria ubicada a solo diez cuadras del campus de Nueva York.

### Nueva York

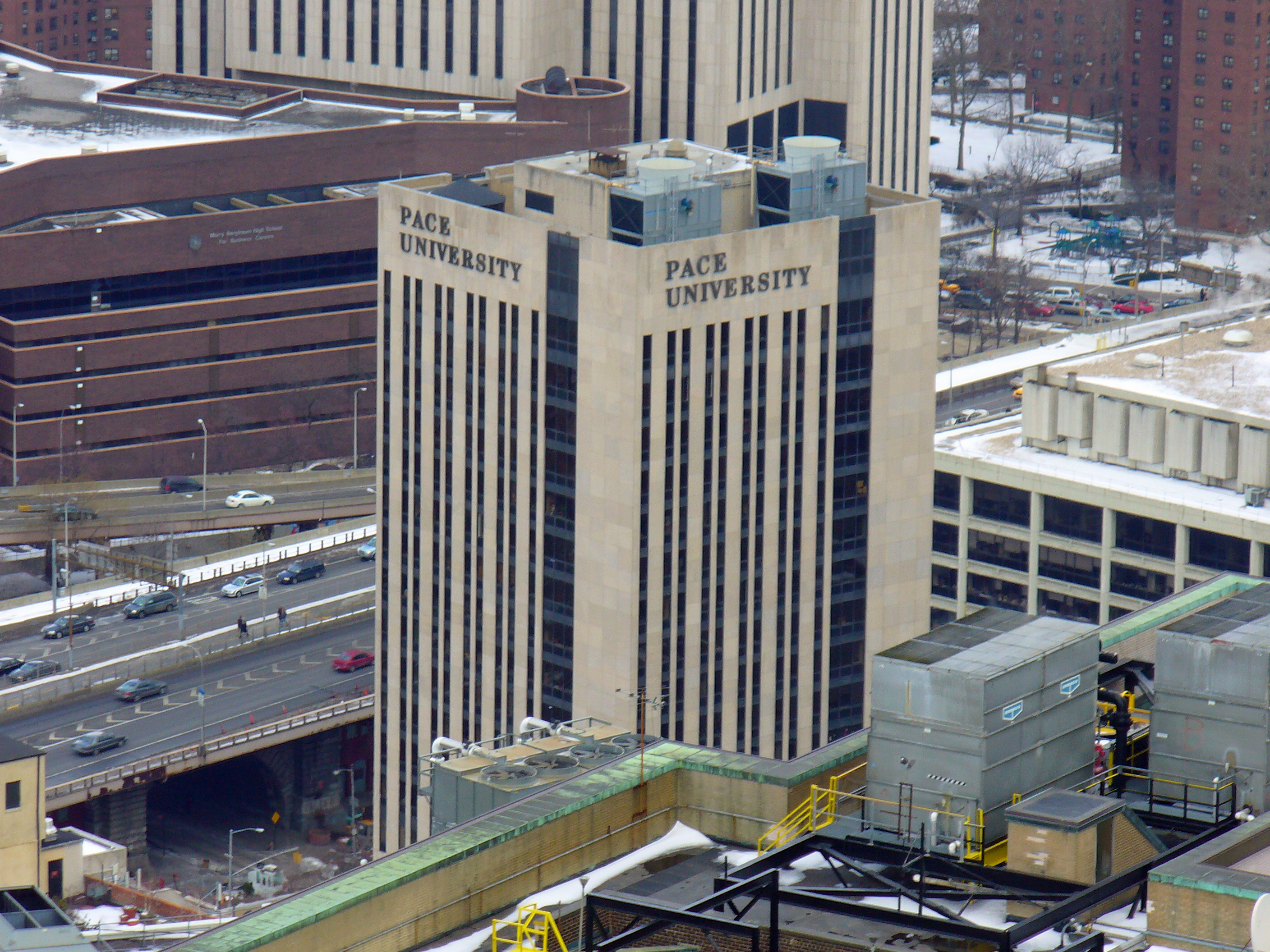
One Pace Plaza

El campus de Nueva York está ubicado en el Centro Cívico del Lower Manhattan, junto al Distrito Financiero y el New York Downtown Hospital.

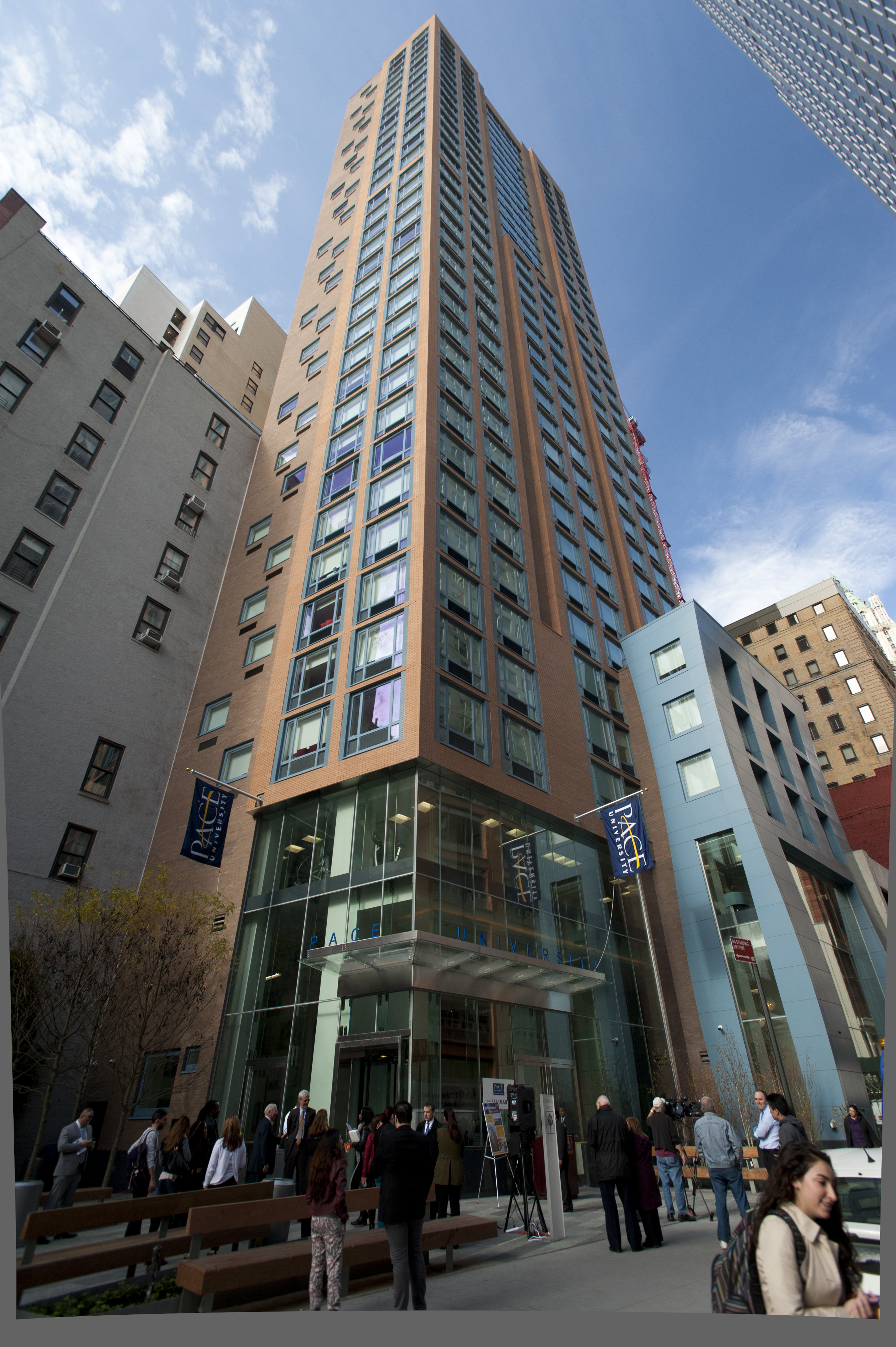
33 Beekman

41 Park Row fue la sede en el siglo XIX de The New York Times, y continuando con ese legado, el edificio hoy alberga el periódico estudiantil del campus The Pace Press, así como las oficinas de organizaciones estudiantiles, Pace University Press, oficinas de la facultad, la universidad librería y aulas. 41 Park Row también alberga los Laboratorios Haskins, de 250 m² del Dr. Seymour H. Hutner, donde se realizan experimentos médicos, como el estudio del extracto de té verde en los medios internacionales.
El campus está a poca distancia a pie de lugares conocidos de Nueva York, como Wall Street, World Trade Center, World Financial Center, South Street Seaport, Chinatown y Little Italy. Pace tiene aproximadamente 88 000 m² de espacio en el Lower Manhattan. El edificio principal, One Pace Plaza, es un edificio de dos bloques cuadrados delimitado por las calles Gold, Nassau, Spruce y Frankfort, directamente adyacente a la rampa de entrada de Manhattan del puente de Brooklyn. Ubicado directamente frente al Ayuntamiento, el complejo One Pace Plaza alberga la mayoría de las aulas, oficinas administrativas, un centro de estudiantes de 190 m², un teatro comunitario de 750 asientos y una residencia de estudiantes de 18 pisos (conocida como "Torre de María"). 
Los edificios de 157 William Street, 161 William Street y 163 William Street fueron adquiridos por Pace después de los ataques del 11 de septiembre para compensar la pérdida de todo el piso 55, 4268 m², en la Torre Norte del World Trade Center, que solía albergar el World Trade Institute y el World Trade Conference Center de Pace University. Los edificios de Willam Street albergan aulas, oficinas de la Escuela de Informática y Sistemas de Información Seidenberg, la Escuela de Educación, la Facultad de Profesiones de la Salud, las incubadoras de empresas de la universidad, junto con el Centro de Conferencias del Centro de Pace
Pace tiene residencias en 182 Broadway y 33 Beekman Street. El edificio 33 Beekman Street es el edificio residencial para estudiantes más alto del mundo. Pace también alquila alojamiento en la nueva residencia de última generación en 55 John Street, también en el Lower Manhattan. Pace también ofrece clases en el centro de Manhattan en el edificio art deco Fred F. French en 551 Fifth Avenue.
En enero de 2019, Pace completó una renovación de $ 45 millones de One Pace Plaza y el contiguo 41 Park Row.

### Westchester

#### Campus de Pleasantville

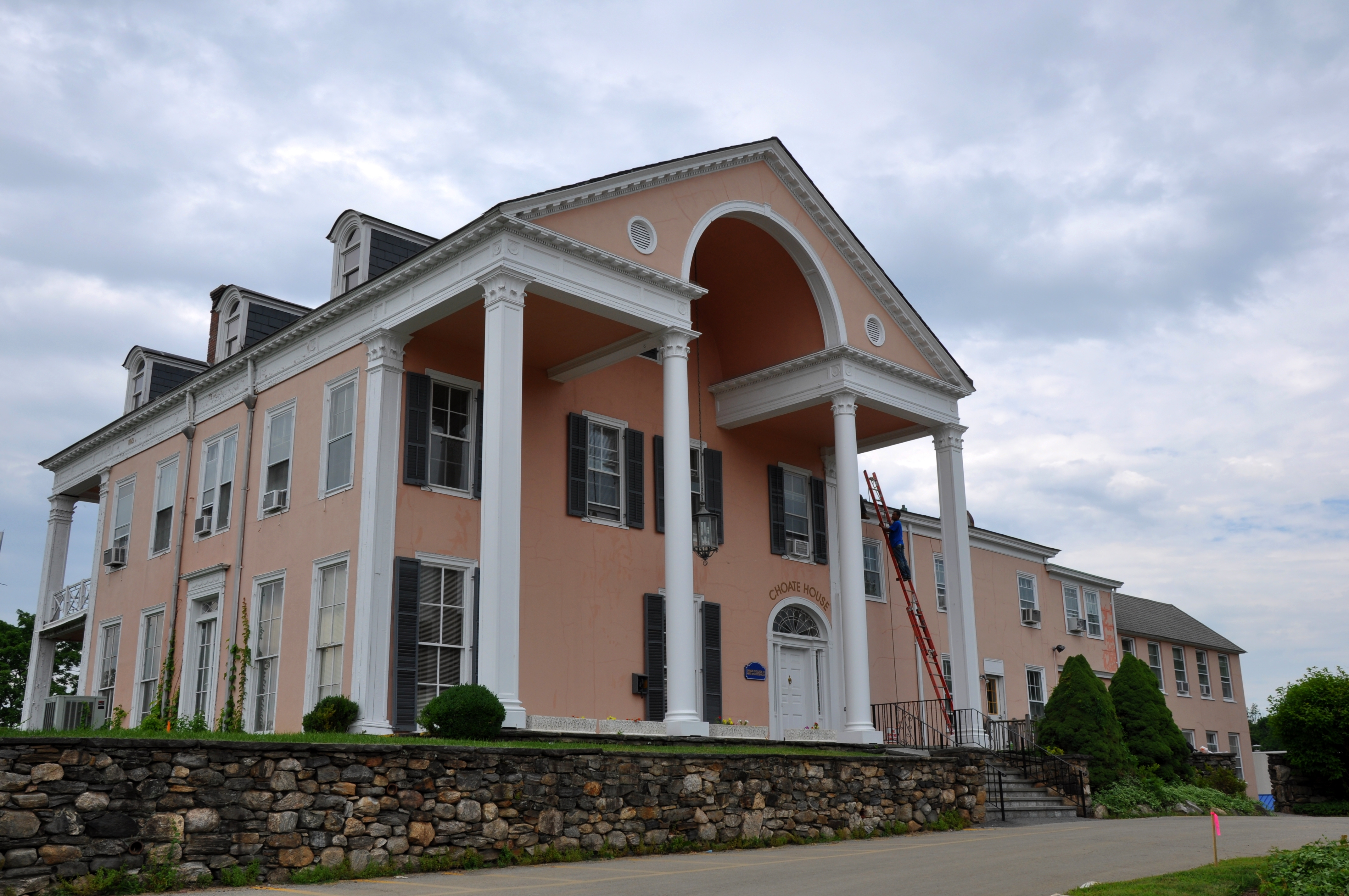
Casa Choate, Pleasantville

Dow Hall, Briarcliff Manor

Las clases comenzaron en Pleasantville en el condado de Westchester, Nueva York en 1963. El campus de hoy consiste en la antigua propiedad del entonces vicepresidente de General Foods Corporation, Wayne Marks (Clase de 1928), que anteriormente pertenecía al médico del siglo XVIII, George CS Choate (quien dio su nombre a un estanque y una casa en el instalaciones.)
Ubicado en 73 ha campus es el Centro Ambiental, construido alrededor de los restos de una granja de 1779. El Centro, que se dedica al programa de estudios ambientales, ofrece espacio para oficinas y aulas; alberga a los animales de la Universidad como pollos, cabras, ovejas, cerdos y aves de presa. Como parte del Plan Maestro de Pleasantville, este Centro Ambiental se expandió y se trasladó a la parte trasera del campus. Se construyeron dos nuevas residencias, Elm Hall y Alumni Hall, en el centro del campus, en su lugar y se remodeló el Centro de Estudiantes de Kessel.

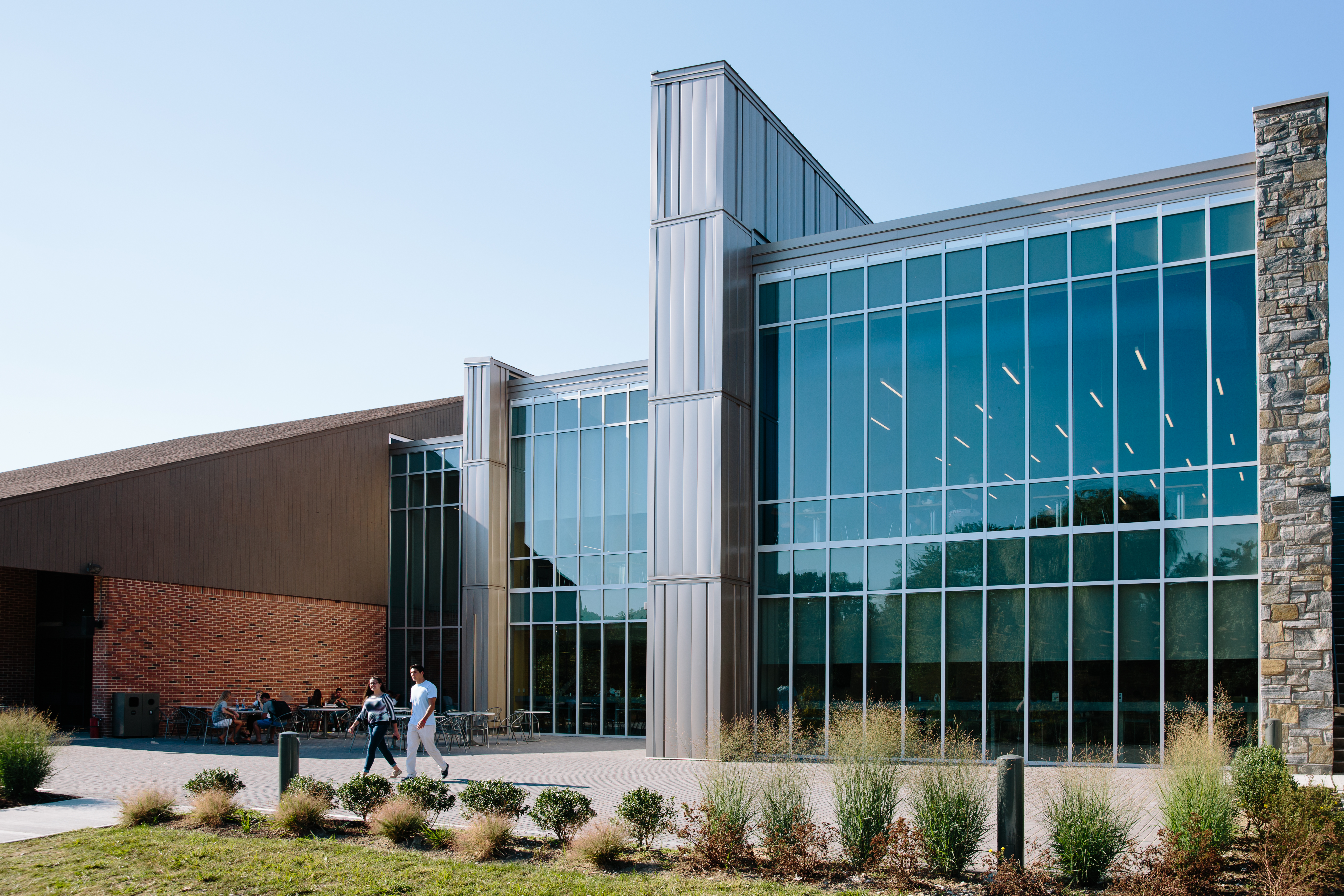

##### Facultad de Derecho Elisabeth Haub
Ubicado dentro de 30 minutos de la estación Grand Central de Nueva York, unos 37 km norte de Manhattan en White Plains, Nueva York, en el condado de Westchester, se encuentra la Facultad de Derecho Elisabeth Haub de la Universidad Pace. Ubicada en un campus suburbano ajardinado de 5,3 ha con una mezcla de edificios históricos y modernos. Fundada en 1976, Pace Law School es la única escuela de derecho ubicada entre Nueva York y la capital del estado de Albany a 219 km distancia.
En 2020, US News & World Report clasificó el programa de Certificado Avanzado en Derecho Ambiental de la facultad de derecho en el puesto 3, y le otorgó a la facultad de derecho una clasificación general del puesto 136.
En el campus de la Facultad de Derecho se encuentra la reconocida Clínica de Litigios Ambientales de Pace, donde el profesor adjunto emérito de Derecho Ambiental y exalumno de Pace, Robert F. Kennedy Jr., se desempeñó como codirector antes de jubilarse. También en el campus se encuentra el Instituto Judicial del Estado de Nueva York, el primer centro estatal de capacitación e investigación de los Estados Unidos para todos los jueces y magistrados del Sistema de Tribunales Unificados del Estado de Nueva York. Se proporciona un servicio de transporte frecuente de Pace entre el campus de la Facultad de Derecho y la estación White Plains del ferrocarril Metro-North para muchos estudiantes de derecho que viajan desde Nueva York y en todo el estado. Stephen J. Friedman, ex comisionado de la Comisión de Bolsa y Valores y ex copresidente de Debevoise & Plimpton, es el ex decano inmediato de Pace Law School.

## Otras propiedades

### Preparatoria Pace University
Pace University estableció una escuela secundaria pública y abrió sus puertas a su primera clase en septiembre de 2004. Pace High School se encuentra en la Región 9 del distrito escolar de Nueva York y comparte un edificio con la escuela secundaria 131 en 100 Hester Street en el Lower Manhattan, a 10 cuadras del campus de Nueva York de la universidad.

### Incubadoras de empresas SCI²
En el otoño de 2004, Pace University abrió dos incubadora de empresas para ayudar a las empresas en etapa inicial a crecer en Nueva York en el Lower Manhattan y Yonkers. SCI², (que significa Second Century Innovation and Ideas, Corp.) mantiene sitios de aceleración en 163 William Street en el Lower Manhattan y en 10 800 m² Complejo NValley Technology Center en 470 Nepperhan Avenue en Yonkers.

### Centro de Justicia para Mujeres en el Tribunal de Familia del Condado de Westchester-Yonkers
En 2001, el Women's Justice Center of Pace Law School abrió un segundo sitio en el Tribunal de Familia del Condado de Westchester en Yonkers (el primero en el campus de la escuela de derecho en la casa 27 Crane Avenue). El Tribunal de Familia del Condado de Westchester en Yonkers es uno de los tres tribunales de familia en el Condado de Westchester. La oficina de Yonkers del Centro de Justicia para Mujeres está ubicada en el Tribunal de Familia de Westchester, 53 South Broadway en Yonkers.

### Instituto Internacional de Desarme
El Instituto Internacional de Desarme es un centro de enseñanza y estudio del desarme, el control de armamentos y la no proliferación en todo el mundo. Matthew Bolton, director del Instituto, trabajó en la Campaña Internacional para la Abolición de las Armas Nucleares, que ganó el Premio Nobel de la Paz en 2017.

## Teatro y artes
El Centro de Arte Michael Schimmel es el teatro principal de la Universidad Pace y está ubicado en el campus de Nueva York de la universidad en el Lower Manhattan. El Michael Schimmel Center for the Arts, con capacidad para 750 asientos, es el lugar donde se rueda el programa de televisión Inside the Actors Studio, presentado por James Lipton, y anteriormente era la sede del National Actors Theatre, una compañía de teatro fundada por el actor Tony Randall. El National Actors Theatre fue la única compañía de teatro profesional ubicada en una universidad de Nueva York. 
Las producciones teatrales de Pace han incluido estrellas como Tony Randall, Al Pacino, Steve Buscemi, Dominic Chianese, Billy Crudup, Charles Durning, Paul Giamatti, John Goodman, Chazz Palminteri, Linda Emond, Len Cariou, Roberta Maxwell y Jeff Goldblum. Pace también es una de las sedes del Festival de Cine de Tribeca, el Festival de Teatro de Tribeca, el Festival Fringe Internacional de Nueva York (FringeNYC), el Festival River To River (el festival de verano gratuito para el público más grande de Nueva York) y Grammy Career Day of Grammy in the Schools. El teatro Woodward Hall, con 135 asientos en el campus de Briarcliff Manor, en Westchester, es la sede de la Hudson Stage Company.

## Atletismo
Los equipos deportivos de Pace se llaman Setters ; la mascota de la universidad es el Setter. Pace University patrocina catorce deportes universitarios interuniversitarios. Los deportes masculinos incluyen béisbol, baloncesto, campo a través, fútbol, lacrosse y natación y buceo; mientras que los deportes femeninos incluyen baloncesto, porristas, campo a través, baile, hockey sobre césped, fútbol, softbol, natación y buceo y voleibol. Sus afiliaciones incluyen la División II de la Asociación Atlética Colegial Nacional (NCAA) y la Conferencia Noreste-10 (NE-10). Los colores oficiales de la escuela son el azul y el dorado.

### Instalaciones
Las instalaciones deportivas de Pace se destacan por los 2700 m² Goldstein Health, Fitness and Recreation Center en Pleasantville, Nueva York, que cuenta con un estadio de 2,400 asientos, piscina de ocho carriles, sala de pesas / fitness, sala de aeróbicos / baile, sala de entrenamiento, vestuarios, sala de equipos, sala de reuniones. salas y despachos del departamento de atletismo.

## 11 de septiembre de 2001
El día de los atentados del 11 de septiembre de 2001, la Universidad Pace, a cuatro cuadras de Ground Zero, perdió 4 estudiantes y más de 40 exalumnos. Se obligó a los estudiantes a dejar las clases y evacuar a otros lugares en One Pace Plaza a las 10:00
Ninguno de los edificios de Pace sufrió daños excepto en el World Trade Center; Pace perdió todo el piso 55, 4268 m² en la Torre Norte del World Trade Center que solía albergar el World Trade Institute de Pace University y el World Trade Conference Center de Pace University (ahora el Downtown Conference Center). 
Un monumento a los estudiantes y exalumnos que perdieron la vida el 11 de septiembre se encuentra en los tres campus de Pace University. Un regalo del American Kennel Club, una estatua de un perro pastor alemán se encuentra frente a One Pace Plaza (a partir de otoño de 2007) para conmemorar el apoyo de Pace como centro de clasificación el 11 de septiembre.